# Căpâlna
Căpâlna (Hongaars:Feketekápolna) is een Roemeense gemeente in het district Bihor.
Căpâlna telt 1814 inwoners.
De gemeente bestaat uit de dorpen: 
- Căpâlna (Feketekápolna)
- Ginta (Gyanta)
- Rohani (Rohány)
- Săldăbagiu Mic (Körösszáldobágy)
- Suplacu de Tinca (Tenkeszéplak)

Het dorpje Ginta is een Hongaarse enclave in 2011 waren er 228 Hongaren op een totaalbevolking van 309 personen (77,3%).